# نوريا غاغو
نوريا غاغو (بالإسبانية: Nuria Gago)‏ هي ممثلة وكاتبة سينمائية وتلفزيونية إسبانية، ولدت يوم 10 مارس 1980 في برشلونة في إسبانيا.

## روابط خارجية
- نوريا غاغو على موقع IMDb (الإنجليزية)
- نوريا غاغو على موقع ألو سيني (الفرنسية)
- نوريا غاغو على موقع أول موفي (الإنجليزية)
- نوريا غاغو على موقع قاعدة بيانات الفيلم (الإنجليزية)
- نوريا غاغو على موقع كينوبويسك (الروسية)